# Чорне Різдво (фільм, 2019)
«Чорне Різдво» (англ. Black Christmas) — американський слешер 2019 року режисерки Софії Такал, знятий за її сценарієм, написаним у співавторстві з Ейпріл Вульф. Це другий вільний римейк канадського фільму «Чорне Різдво» 1974 року після однойменної стрічки 2006 року. У фільмі йдеться про групу студентів, на яких починає полювати невідомий чоловік. Головні ролі виконували Імоджен Путс, Еліз Шеннон, Лілі Доног'ю, Бріттані О'Грейді, Калеб Еберхардт і Кері Елвіс.
Робота над фільмом почалася в червні 2019 року, коли Джейсон Блум оголосив, що він буде працювати над другим римейком фільму 1974 року від своєї компанії Blumhouse Productions. Того ж дня Софія Такал приєдналася до проєкту як режисерка та співавторка сценарію. Невдовзі після оголошення у Новій Зеландії розпочалися основні зйомки, які тривали 27 днів.
У США прокат фільму розпочався 13 грудня 2019 року компанією Universal Pictures, в Україні — 19 грудня 2019 року.

## У ролях
| Актор             | Роль                  |
| ----------------- | --------------------- |
| Імоджен Путс      | Райлі Стоун           |
| Аліз Шеннон       | Кріс Вотерсон         |
| Лілі Доног'ю      | Марті Кулідж          |
| Бріттані О'Грейді | Джессі Болтон-Сінклер |
| Калеб Ебергардт   | Ландон                |
| Кері Елвес        | професор Гельсон      |
| Мадлен Адамс      | Гелена Ріттенгаус     |
| Бен Блек          | Філ Мак-Іллані        |
| Саймон Мід        | Нейт                  |
| Наталі Морріс     | Френ Абрамс           |
| Зоя Робінс        | Уна                   |
| Раян Мак-Інтайр   | Браян Гантлі          |
| Марк Нілсон       | Гіл                   |
| Люсі Керрі        | Ліндсі Гелмс          |

## Виробництво
У червні 2019 року було оголошено, що Джейсон Блум буде працювати як продюсер над римейком стрічки 1974 року «Чорне Різдво» від своєї компанії Blumhouse Productions, поряд з Адамом Гендріксом від Divide/Conquer та Беном Косгровом. Крім того, Грег Гілрет і Зак Лок з Divide / Conquer стали виконавчими продюсерами фільму.
Режисеркою стрічки стала Софія Такал, яка раніше працювала з Блумом над серіалом «Назустріч темряві» для Hulu, водночас Путс, Аліз Шеннон, Бріттані О'Грейді, Лілі Доног'ю та Калеб Ебергардт отримали головні ролі. Того ж місяця до акторського складу приєднався Кері Елвіс.

### Зйомки
Виробництво розпочалося у Новій Зеландії 23 червня 2019 року. Основні зйомки тривали 27 днів біля Данідіна та Оамару, а Університет Отаго забезпечив місце дії фільму. Зйомки завершилися 31 липня 2019 року.

## Випуск
У США та Канаді фільм вийшов 13 грудня 2019 року, що збігається з п'ятницею 13-го. Прокат розпочався разом з релізами «Джуманджі: Наступний рівень» і «Річард Джуелл». Як очікується, у перші вихідні касові збори складуть 10–12 мільйонів доларів.